# ۴۶۳ (میلادی)
۴۶۳ (میلادی) چهارصد و شصت و سومین سال تقویم میلادی است.

## درگذشتگان
‎